# Madagaskar op de Olympische Zomerspelen 2016
Madagaskar nam deel aan de Olympische Zomerspelen 2016 in Rio de Janeiro, Brazilië. Zes atleten behoorden tot de selectie, actief in vier verschillende sporten. Atlete Eliane Saholinirina droeg de nationale vlag tijdens de openingsceremonie; judoka Asaramanitra Ratiarison droeg de vlag bij de sluitingceremonie.

## Deelnemers en resultaten
(m) = mannen, (v) = vrouwen 

### Atletiek
| Olympiër               | Discipline             | Resultaat | Prestatie                                        |
| ---------------------- | ---------------------- | --------- | ------------------------------------------------ |
| Ali Kame               | 110m horden (m)        | DNF       | serie 1: 7de in 14,89 herkansingen: niet gestart |
|                        |                        |           |                                                  |
| Eliane Saholinirina VO | 3000m steeplechase (v) | 35e       | serie 3: 11de in 9.45,92                         |

### Gewichtheffen
| Olympiër             | Discipline | Resultaat | Prestatie                                                   |
| -------------------- | ---------- | --------- | ----------------------------------------------------------- |
| Elisa Ravololoniaina | –63kg (v)  | 12e       | trekken: 11de met 85kg stoten: 12de met 100kg totaal: 185kg |

### Judo
| Olympiër                   | Discipline | Resultaat | Prestatie                           |
| -------------------------- | ---------- | --------- | ----------------------------------- |
| Asaramanitra Ratiarison VO | –48kg (v)  | 17e       | 1ste ronde: V van CUB Mestre: shido |

### Zwemmen
| Olympiër                | Discipline           | Resultaat | Prestatie               |
| ----------------------- | -------------------- | --------- | ----------------------- |
| Ralefy Anthonny Sitraka | 100m vlinderslag (m) | 37e       | serie 2: 5de in 54,72   |
|                         |                      |           |                         |
| Estellah Fils Rabetsara | 100m vrije slag (v)  | 44e       | serie 1: 6de in 1.01,11 |